# Entführung aus der Lindenstraße
Entführung aus der Lindenstraße ist ein deutscher Fernsehfilm, der 1995 anlässlich des zehnjährigen Jubiläums der Fernsehserie Lindenstraße von George Moorse unter anderem mit Darstellern der Serie produziert wurde. Die Erstausstrahlung erfolgte am 10. Dezember 1995.

## Handlung
Die Fernsehserie Lindenstraße der ARD soll nach zehn Jahren abgesetzt werden. Der Chef-Programmierer der GEZ Detlef Hase ist als großer Fan der Seifenoper – und im Speziellen der von Marie-Luise Marjan verkörperten Helga Beimer – höchst empört und sucht einen Ausweg. Während der Dreharbeiten erscheint er unbemerkt im Studio und entführt Marie-Luise Marjan direkt hinter den Kulissen. Er verschleppt sie in ein leerstehendes Schloss, das einer entfernten Verwandten gehört, und dreht ein Video, in dem sie seine Forderung verkündet, dass die Lindenstraße weiterhin produziert wird, ansonsten würde er die Daten aller GEZ-Zahler löschen. Als Zeichen seines Könnens löscht er die Daten der Stadt Bad Schwartau. Dabei verrät er allerdings seine Identität und beim Durchsuchen seiner Wohnung findet die Polizei eine Karte, auf der die Lage des Schlosses markiert ist. Hase schafft es allerdings gemeinsam mit Marie-Luise Marjan, die inzwischen auf seiner Seite ist, vor dem SEK zu fliehen und verschanzt sich im Computerraum der GEZ-Zentrale. Dort wird er zwar wenig später verhaftet, schafft es aber vorher, ein Computervirus zu aktivieren, das nun automatisch die GEZ-Daten löscht und nur von ihm deaktiviert werden kann. Daher wird schließlich der Forderung nach einer Fortsetzung der Lindenstraße nachgegeben, offiziell wegen der zahlreichen Demonstranten, die selbiges fordern. In der letzten Szene wird Hase von Marie-Luise Marjan im Gefängnis besucht und sie bietet ihm an, nach Absitzen seiner Strafe als Schauspieler bei der Lindenstraße zu beginnen.

## Darsteller
Der Protagonist Detlef Hase wird von Herbert Feuerstein verkörpert, Marie-Luise Marjan und Fritz Pleitgen, der Intendant des WDR, treten als sie selbst auf. Daneben wirken fast alle Mitglieder des damaligen Lindenstraße-Ensembles in anderen Rollen mit.
| Darsteller              | Rolle im Film                                            | Rolle in der Serie             |
| ----------------------- | -------------------------------------------------------- | ------------------------------ |
| Anna Teluren            | Putzfrau Maria Steiner / Ministerin Boose                | Amélie von der Marwitz         |
| Martin Rickelt          | Pförtner Alfred Pitschak                                 | Franz Wittich                  |
| Bill Mockridge          | GEZ-Supervisor Peter Rummler                             | Erich Schiller                 |
| Manfred Schwabe         | GEZ-Mitarbeiter Hans Markowski                           | Matthias Steinbrück            |
| Marie-Luise Marjan      | sie selbst                                               | Helga Beimer                   |
| Willi Herren            | Zeitungsverkäufer                                        | Olli Klatt                     |
| Annemarie Wendl         | Gertrud Pleitgen (Mutter des Intendanten Fritz Pleitgen) | Else Kling                     |
| Helmut Ehmig            | Pförtner Hans Keller                                     | Hilmar Eggers                  |
| Ute Mora                | Maskenbildnerin Elfie Schlueter                          | Berta Griese                   |
| Nika von Altenstadt     | Ingeborg Roll                                            | Sonia Besirsky                 |
| Marianne Rogée          | Führerin Agnes Pilz                                      | Isolde Pavarotti               |
| Petra Vieten            | Dolmetscherin Mrs. Mandrakis                             | Corinna Marx                   |
| Amorn Surangkanjanajai  | Setbesucher A. Korangunganajai                           | Gung Pham Kien                 |
| Ludwig Haas             | Regisseur Walther Planck                                 | Ludwig Dressler                |
| Sybille Waury           | Regieassistentin Ines von Falckenberg                    | Tanja Dressler                 |
| Andrea Spatzek          | Margot Link                                              | Gabi Zenker                    |
| Anna Nowak              | Franziska Witsch                                         | Urszula Winicki                |
| Susanne Gannott         | Theresa Oezguel                                          | Beate Sarikakis                |
| Guido Gagliardi         | Ton- und Kameramann Ferdi Schmitz                        | Enrico Pavarotti               |
| Wolfgang Grönebaum      | Ton- und Kameramann Franz Keppler                        | Egon Kling                     |
| Moritz A. Sachs         | Ton- und Kameramann Ludwig Hintermoser                   | Klaus Beimer                   |
| Inga Abel               | Ulla Fink                                                | Eva-Maria Sperling             |
| Tanja Schmitz           | Gundi Strack (als Tanja Schmitz-Kemmerling)              | Julia von der Marwitz          |
| Sontje Peplow           | Sandra Fromm                                             | Lisa Hoffmeister               |
| Knut Hinz               | Kommissar Klaus Weber                                    | Hans-Joachim Scholz            |
| Joachim Hermann Luger   | Polizist Horst Braun                                     | Hans Beimer                    |
| Domna Adamopoulou       | Hildegard Knies                                          | Elena Sarikakis                |
| Philipp Neubauer        | Polizeitechniker Heinz Wagner                            | Philipp Sperling               |
| Jo Bolling              | SEK-Beamter Rudi Brant                                   | Andi Zenker                    |
| Hermes Hodolides        | SEK-Beamter Alf Schroeder                                | Vasily Sarikakis               |
| Irene Fischer           | Polizeipsychologin Edeltraut Berger                      | Anna Ziegler                   |
| Carlos Werner           | Friedrich Heinemann                                      | Ernst-Hugo von Salen-Priesnitz |
| Michael Marwitz         | Volker Lutz                                              | Kurt Sperling                  |
| Nadine Spruß            | Reporterin                                               | Valerie Zenker                 |
| Kostas Papanastasiou    | Reporter                                                 | Panaiotis Sarikakis            |
| Margret van Munster     | Obdachlose                                               | Rosi Koch                      |
| Robert Zimmerling       | Obdachloser                                              | Hubert Koch                    |
| Steffen Gräbner         | Hubschrauberpilot Harry Hansen                           | Dieter Rantzow                 |
| Marcus Off              | Staatssekretär Goetsch                                   | Phil Seegers                   |
| Georg Uecker            | Dietmar Ganz                                             | Carsten Flöter                 |
| Rebecca Siemoneit-Barum | Reporterin Uta Radtke                                    | Iffi Zenker                    |
| Moritz Zielke           | Reporter                                                 | Momo Sperling                  |
| Sigo Lorfeo             | Justizvollzugsbeamter Hans Koschinski                    | Paolo Varese                   |

## Bezüge in der Serie
In der Folge 528 der Lindenstraße (14. Januar 1996) hat Herbert Feuerstein einen kurzen Auftritt als Schornsteinfeger, der Helga Beimer vor dem Hauseingang begegnet, wobei er sie mit Namen anredet und ebenfalls zu verehren scheint. Dies könnte als Einlösung des Versprechens an Detlef Hase interpretiert werden.
In Folge 576 (15. Dezember 1996) sieht man einen Ausschnitt von Entführung aus der Lindenstraße im Fernsehen. Erich sagt darauf zu Helga: „Wir hätten uns die Kabelgebühren eigentlich sparen können: Siebenundzwanzig Programme, und nur Mist.“